# Physoconops notatifrons
Physoconops notatifrons är en tvåvingeart som beskrevs av Camras 1962. Physoconops notatifrons ingår i släktet Physoconops och familjen stekelflugor. Inga underarter finns listade i Catalogue of Life.